# Neeme Järvi
Pour les articles homonymes, voir Järvi.
Neeme Järvi est un chef d'orchestre estonien né le 7 juin 1937 à Tallinn.

## Biographie
Il étudie d'abord à Tallinn et Leningrad, notamment sous la conduite d'Ievgueni Mravinski. À ses débuts, il occupe des postes en Estonie, notamment la direction de l'Orchestre symphonique de la radio et de la télévision, l'Orchestre symphonique d'Estonie et l'Opéra de Tallinn. En 1971, il obtient le premier prix au concours international des chefs d'orchestre de l'Académie Sainte-Cécile, à Rome.
En 1980, il émigre aux États-Unis, tout en restant à la tête de l'Orchestre symphonique de Göteborg de 1982 à 2004. Il devient chef principal de l'Orchestre symphonique de Détroit de 1990 à 2005.
Il est depuis 2005 chef principal de l'Orchestre de la Résidence de La Haye et directeur musical de l'Orchestre symphonique du New Jersey. Il est nommé le 1er janvier 2011 directeur artistique de l'orchestre de la Suisse romande et devient son directeur musical le 1er septembre 2012.
Il est le père des chefs d'orchestre Paavo Järvi et Kristjan Järvi et de la flûtiste Maarika Järvi

## Répertoire
Sa discographie compte plus de 350 enregistrements grâce auxquels il a contribué à la redécouverte de nombre de compositeurs nordiques plus ou moins oubliés comme Franz Berwald ou Niels Gade. Il est surtout reconnu pour ses interprétations de la musique romantique et de la musique contemporaine du XXe siècle, notamment l'œuvre de ses compatriotes estoniens Arvo Pärt (dont il dirige la première du Credo en 1968 et de la Symphonie no 3 en 1972) et Eduard Tubin. Ses interprétations de Sibelius sont également remarquables.

## Prix et distinctions
- Ordre du Blason national d'Estonie de troisième classe, 1996

## Discographie sélective
- Camille Saint-Saëns, Danse bacchanale, Le Rouet d'Omphale, Phaéton, Danse macabre, La Jeunesse d'Hercule, Marche militaire française, Ouverture de La Princesse jaune, Une Nuit à Lisbonne, Spartacus, Marche du couronnement, Royal Scottish Orchestra, CD Chandos, 2012.